# Konstantin Mamontov
Konstantin Konstantinovič Mamontov (rusky Константин Константинович Мамонтов; 16. října 1869 Petrohrad – 14. února 1920 Krasnodar) byl ruský vojenský velitel a generál Kozáků, kteří bojovali na straně Bělogvardějců během ruské občanské války.

## Život
Narodil se v roce 1869 v Petrohradu. V mládí byl školním kadetem na Mikulášově vojenské akademii a studentem v prestižní Mikulášově jezdecké škole v Petrohradě. Na škole promoval v roce 1890 a následně se připojil k pluku granátníků Císařské gardy.
V roce 1893 se v Charkově připojil k dragounům. Od roku 1899 na Donu velel třetímu pluku Kozáků. V roce 1904 se aktivně účastnil rusko-japonské války jako důstojník prvního čitaského pluku, který byl součástí zabajkalského kozáckého vojska. Dne 24. srpna 1912 byl povýšen do hodnosti plukovníka. Během první světové války byl od července do dubna 1915 velitelem 19. pluku donských kozáků, od 8. dubna 1915 do dubna 1917 velitelem 6. pluku donských kozáků a po jeho povýšení do hodnosti generálmajora byl od dubna 1917 do ledna 1918 velitelem 6. donské kozácké divize.

## Ocenění
- Řád svaté Anny II. třídy (1912)
- Řád svaté Anny III. třídy (1906)
- Řád svaté Anny IV. třídy (1904)
- Řád svatého Vladimíra III. třídy
- Řád svatého Vladimíra IV. třídy
- Řád svatého Stanislava II. (1906)
- Řád svatého Stanislava III. (1906) (1904)